# Руський Шолнер
Руський Шолне́р (рос. Русский Шолнер, марій. Руш Шолэҥер) — присілок у складі Марі-Турецького району Марій Ел, Росія. Входить до складу Марі-Турецького міського поселення.

## Населення
Населення — 11 осіб (2010; 26 у 2002).
Національний склад (станом на 2002 рік):
- марійці — 92 %